# Talkhamt
Talkhamt (în arabă تالخمت) este o comună din provincia Batna, Algeria.
Populația comunei este de 19.973 de locuitori (2008).